# ザ・ホワイテスト・ボーイ・アライブ
ザ・ホワイテスト・ボーイ・アライブ（The Whitest Boy Alive） はドイツのベルリン出身のバンドである。キングス・オブ・コンビニエンスのアーランド・オイエがフロントマンを務めている。

## 概要
2003年、アーランド・オイエとマーチン・オズを中心にドイツのベルリンで結成。結成当初はプログラミングされたビートを基本としたエレクトロ・ユニットであったが、徐々にプログラミングを排除したバンド・サウンドへと変貌をとげていく。2006年、バンド自身が主宰するレーベル"Bubbles"から1stアルバム『Dreams』をリリース。翌2007年、同アルバムをModular Recordingsからイギリスやアメリカでもリリース。アメリカではグレイズ・アナトミーの挿入歌として起用され、またイギリスではBBCの人気番組「ザ・カルチャー・ショー」でライブ出演などで話題となる。2009年、オーバーダブやエフェクト禁止の全て一発録り、ライブで再現できない音は追加しない"ルール"の元、2ndアルバム『Rules』をリリース。2010年には、コーチェラ・フェスティバルに出演、2011年には初来日公演を行った。2014年6月、バンドのFacebookページにて活動終了を発表。

## バンドメンバー
- Erlend Øye - ギター&ヴォーカル
- Marcin Öz - ベース
- Sebastian Maschat - ドラム
- Daniel Nentwig - ローズ・ピアノ&シンセサイザー

## ディスコグラフィ

### アルバム
- Dreams （2006年）
- Rules （2009年）

### シングル
- Inflation （2004年）
- Burning （2006年）
- Burning （2007年）（UK version）
- 1517 （2009年）

### 来日公演
- 2011年3月8日 東京原宿アストロホール